# Sarbanissa
Sarbanissa is een geslacht van vlinders van de familie Uilen (Noctuidae), uit de onderfamilie Agaristinae.

## Soorten
- S. albifascia Walker, 1865
- S. bala Moore, 1865
- S. bostrychonota Tams, 1929
- S. catacoloides Walker, 1862
- S. cirrha Jordan, 1912
- S. flavida Leech, 1890
- S. insocia Walker, 1865
- S. interposita Hampson, 1910
- S. jordani Clench, 1954
- S. kiriakoffi Kobes, 1985
- S. longipennis Walker, 1865
- S. mandarina Leech, 1890
- S. melanura Jordan, 1912
- S. nepcha Moore, 1867
- S. poecila Jordan, 1912
- S. subalba Leech, 1890
- S. subflava Moore, 1877
- S. transiens Walker, 1856
- S. venosa Moore, 1879
- S. venusta Leech, 1888
- S. vitalis Jordan, 1926